# Kempner
Pour les articles homonymes, voir Kempner (homonymie).
Kempner est une ville située dans le comté de Lampasas, dans l’État du Texas, aux États-Unis. Lors du recensement de 2010, elle comptait 1 206 habitants.

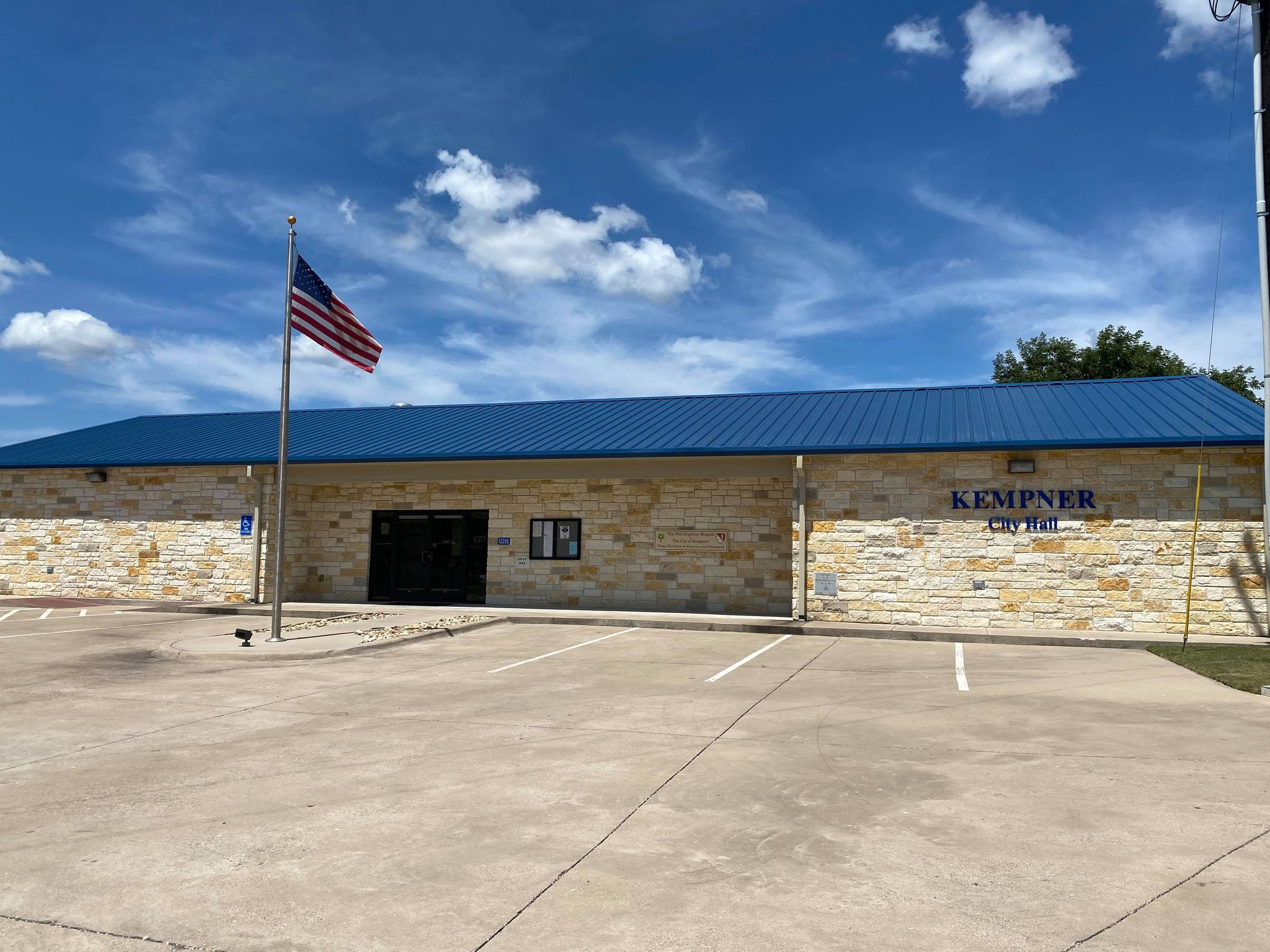
Mairie de Kempner le 13/08/2021

## Source
- (en) Cet article est partiellement ou en totalité issu de l’article de Wikipédia en anglais intitulé « Kempner, Texas » (voir la liste des auteurs).